# Polycentropus sabulosus
Polycentropus sabulosus är en nattsländeart som beskrevs av Emery Clarence Leonard 1949. Polycentropus sabulosus ingår i släktet Polycentropus och familjen fångstnätnattsländor. Inga underarter finns listade i Catalogue of Life.